# 徐永達
徐永達，字志道，歸德人，明朝政治人物。
洪武年間，由太學生授侯官敎諭，宣德初年，升任鴻臚寺卿。當時交趾臣黎利叛變，朝廷派遣徐永達前往，有貢獻。后升任湖廣、山西按察使，六十四歲去世。